# 542561 Ritajochen
542561 Ritajochen è un asteroide della fascia principale. Scoperto nel 2013, presenta un'orbita caratterizzata da un semiasse maggiore pari a 2,5778292 au e da un'eccentricità di 0,2705742, inclinata di 14,27290° rispetto all'eclittica.